# Tuan Le
Tuan Bui Le (Parijs, 15 februari 1978) is een in Frankrijk geboren Amerikaans professioneel pokerspeler van Vietnamese afkomst. Hij won onder meer de $10.000 No Limit Hold'em Final Day van de World Poker Tour World Poker Finals 2004 (goed voor $1.549.588,- prijzengeld) en vijf maanden daarna ook het $25.000 Main Event No Limit Hold'em Championship van de WPT Third Annual Five-Star World Poker Classic 2005 (goed voor $2.856.150,-).
Le won tot en met juni 2015 meer dan $5.600.000,- in pokertoernooien, cashgames niet meegerekend.

## Poker After Dark
Dankzij zijn dubbele toernooizege op de World Poker Tour (WPT) in 2004 en 2005 werd Le door de Amerikaanse televisiezender NBC uitgenodigd om te komen spelen in een themaweek van het televisieprogramma Poker After Dark. Daarin nam hij plaats aan tafel samen met Howard Lederer, Gus Hansen, Daniel Negreanu, Erick Lindgren en Michael Mizrachi, spelers die ook allemaal meerdere WPT-titels wonnen. In een afvaltoernooi No Limit Hold 'em tussen hun zes werd Le tweede, achter Lederer.

## Titels

### World Series of Poker bracelets
| Jaar                       | Toernooi                                           | Prijs      |
| -------------------------- | -------------------------------------------------- | ---------- |
| World Series of Poker 2014 | $10.000 Limit 2-7 Triple Draw Lowball              | $355.324,- |
| World Series of Poker 2015 | $10,000 Limit 2-7 Triple Draw Lowball Championship | $322.756,- |

Naast zijn WSOP- en WPT-titels schreef Le verschillende andere prestigieuze pokertoernooien op zijn naam. Zo won hij:
- het No Limit Hold'em-toernooi van de World Poker Tour Battle of Champions III 2005 ($25.000,-)
- het $550 No Limit Hold'em-toernooi van het WSOP Circuit 2010 ($22.859,-)
- het $345 No Limit Hold'em - Six Handed-toernooi van het WSOP Circuit 2011 ($13.505,-)